# Haukr Erlendsson
Haukr Erlendsson (født ca. 1265, død 1334) var en islandsk lovsigemand, der huskes for at have efterladt sig håndskriftet, der nu kaldes Hauksbók, indeholdende blandt andet afskrifter af sagaer, Algorismus, der er en nordisk skrift om matematik, samt Völuspá. Han var gift med Steinunn (død 1361), datter af Óli Svarthǫfðason. 
Deres børn var 
- Erlend Hauksson, der gjorde tjeneste som lovsigemand.
- Jórunn Hauksdatter, som i 1343 blev valgt og i 1344 viet (under navnet Agnes) til abbedisse for Kyrkjubør kloster. [2]

Hauks mor hed Jórunn. Far til Hauk og hans søster Valgerd var lovsigemand i det nordvestlige Island Erlend Ólafsson "den Stærke" (død 1312); deres farmor var Valgerd, datter af Ragnhild Borksdatter og præsten Flose. Ellers er Hauk ikke så optaget af sin fars familie; muligvis har Erlend været af norsk æt, da han forstod sig godt med de norske myndigheder. Hauk nævner heller ikke sin morfar; i stedet følger han sin æt tilbage til landnamsmændene gennem sin mormor. 
Det findes ingen sikre kilder på hvornår Haukr Erlendsson blev født, men han blev lovsigemand på Island i 1294 sunnan ok austan, dvs. i syd og øst. I Norge omtales han som lovsigemand i 1302. Her gjorde han det godt under kong Håkon 5. Magnusson og blev udnævnt til ridder i 1306, hvorefter han kunne benævne sig "hr. Hauk". I 1308 stiftede han et hospital for gejstlige på Gaulverjabør på Island sammen med biskop Arni Helgason. 1309 blev han medlem af rigsrådet. Han fulgte kongen til Nidaros i 1313 for at deltage i en kongelig opnævnt domskommission. I 1318 og 1319 oppholdt han seg tidvis i Oslo, hvor han i juni 1319 var blandt dem, der underskrev overenskomsten om valget av Magnus Eriksson til norsk konge.  Året efter deltog Hauk ved rigsmødet i Bergen som repræsentant for Island. Frem til 1322 var han tilsluttet Gulatinget med fast bopæl i Bergen, hvor han ejede bygården Audunsgården ved Stranden,  indtil han solgte den til kongen i 1318. 
Hauk må have været kendt som en gavmild mand, for Finnur Magnusson skriver, at en kostbar gave, skænket af en anset mand, netop efter Hauk blev kaldt Hauksnautr (= Hauks vennegave). 